# 无苞双脊荠
无苞双脊荠（学名：Dilophia ebracteata），为十字花科双脊荠属下的一个植物种。	模式标本采自西藏东北部。